# Greve af Monpezat
Greve af Monpezat er en titel, som Dronning Margrethe 2. den 30. april 2008 tildelte sine sønner, daværende kronprins Frederik og prins Joachim, mens kronprinsesse Mary blev grevinde af Monpezat. Da prins Joachim 24. maj 2008 blev gift med prinsesse Marie, blev også hun grevinde af Monpezat.
Efterkommere født i lovligt ægteskab bærer også titlen i overensstemmelse med de almindelige regler, således at prinserne Christian, Vincent og greverne Nikolai, Felix og Henrik også er grever af Monpezat, mens prinsesse Isabella, prinsesse Josephine og komtesse Athena er komtesser af Monpezat.
Kongehusets meddelelse:
Hendes Majestæt Dronningen har besluttet, at Hans Kongelige Højhed Kronprinsen samt Hans Kongelige Højhed Prins Joachim tillægges titel af "greve af Monpezat". Hendes Kongelige Højhed Kronprinsesse Mary samt Hans Kongelige Højhed Prins Joachims kommende ægtefælle frk. Marie Cavallier vil som følge heraf føre titlen "grevinde af Monpezat". Titlen føres endvidere af efterkommere født i lovligt ægteskab, i overensstemmelse med de almindelige regler, der gælder herom, hvilket vil sige, at titlen "greve af Monpezat" videreføres af mandlige descendenter, medens kvindelige descendenter fører titlen "komtesse af Monpezat". Der er tale om en ny, yderligere titel der kan anvendes i tilknytning til de eksisterende. Titlen berører ikke de nugældende prædikater.

## Historisk baggrund
Prins Henrik anvendte inden sit ægteskab titel som "comte de Laborde de Monpezat" (på dansk greve de Laborde de Monpezat), hvor de Laborde-familien er mandslinjen, og de Monpezat henviser til en herregård som Prins Henriks 5 x tipoldemor stammede fra. Denne påberåbte grevetitel var rent titulær, dvs. at prinsen ikke var greve af noget grevskab. Der har været diskussion om familiens ret til at føre denne titel, idet den aldrig er tildelt af nogen fransk konge eller kejser og kun synes at have være brugt i det 20. århundrede. Styret i familiens hjemland, fyrstendømmet Béarn, afviste både i 1703 og 1707 at anerkende familien som adelig og derfor er familien opført i den franske Encyclopædi over den falske adel og den tilsyneladende adel. Den senere danske titel af Monpezat er derimod en lovformelig dansk grevetitel, uanset den franske titels berettigelse eller ej.

## Liste over grever og komtesser af Monpezat
- Dronning Margrethe II (f.1940) ∞ Henrik, Prinsgemal (1934–2018)
  -  (1) Kong Frederik 10. (f. 1968)
    -  (2) Kronprins Christian (f. 2005)
    -  (3) Prinsesse Isabella (f. 2007)
    -  (4) Prins Vincent (f. 2011)
    -  (5) Prinsesse Josephine (f. 2011)

  -  (6) Prins Joachim (f. 1969)
    -  (7) Nikolai, greve af Monpezat (f. 1999)
    -  (8) Felix, greve af Monpezat (f. 2002)
    -  (9) Henrik, greve af Monpezat (f. 2009)
    -  (10) Athena, komtesse af Monpezat (f. 2012)

## Konsekvenser
Tildelingen af titlen greve af Monpezat til Dronning Margrethes sønner og efterkommere betyder rent praktisk, at skulle nogle efterkommere med tiden miste eller fravælge titlen som prins eller prinsesse til Danmark, så vil de i kraft af titlen som grever eller komtesser af Monpezat stadig tilhøre rangfølgens klasse 1 eller 2 i officielle sammenhænge. [kilde mangler]